# Jamie Stewart

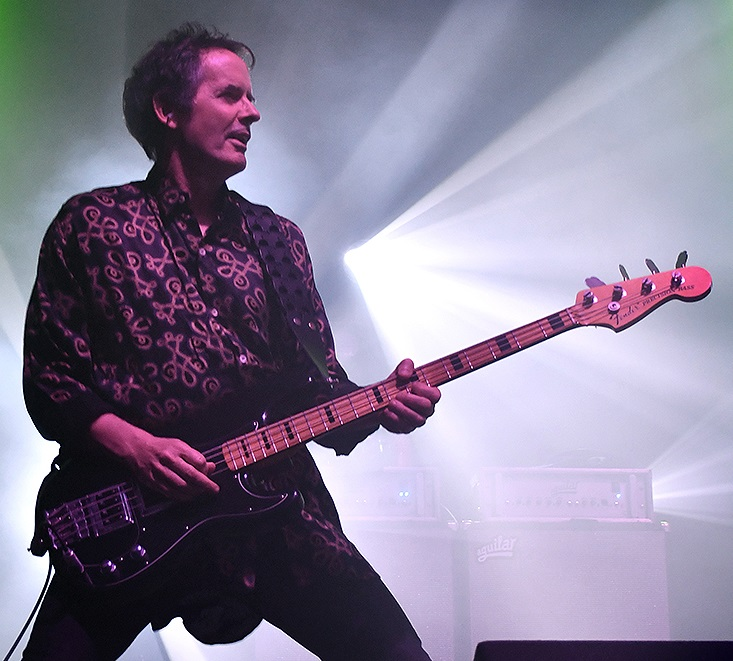
Jamie Stewart

Jamie Stewart (* 1964 in Harrow, Greater London, England) ist ein britischer Bassist und Musikproduzent.
Stewart war Mitglied der britischen Rockband The Cult. Er spielte Bass und Keyboard auf den ersten vier Platten, die The Cult veröffentlichte (Dreamtime, Love, Electric und Sonic Temple). Danach verließ er die Band und arbeitete als A&R-Manager für die kanadischen Polygram Records und gleichzeitig als Musikproduzent. Unter anderem veröffentlichte er im Jahre 1998 sieben Songs der kanadischen Band Ripped.
Am 10. Oktober 2009 spielte Jamie Stewart mit The Cult nochmals in der Royal Albert Hall, London. Er spielte die Zugaben „The Phoenix“ und „She Sells Sanctuary“ aus dem 1985er Love-Album.
Gegenwärtig lebt er mit seiner Familie in Buckingham, England. Er ist Vegetarier seit 1985. Sein Verstärker wird im Hard Rock Cafe Toronto ausgestellt.